# バスコ・ヌーニェス・デ・バルボア

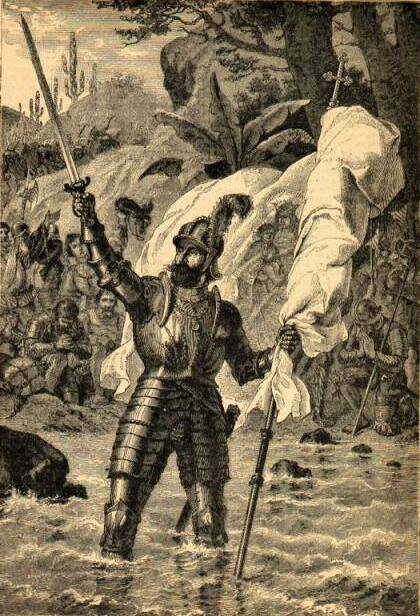

バスコ・ヌーニェス・デ・バルボア（Vasco Núñez de Balboa 1475年 - 1519年1月21日）は、スペインの探検家・植民地政治家。ヨーロッパ人として初めて太平洋に到達した功績で知られる。

## 人物・生涯
スペイン南部ヘレス・デ・ロス・カバリェロス（エストレマドゥーラ州）出身。実家は貴族身分ながら貧困にあえいでいた。1500年にイスパニョーラ島へ開拓者として移住したものの経営能力のなさや放埓な生活で借財を重ねた。その債権者から逃れるようにして1510年、カリブ海に面したヨーロッパ人最初の植民都市サンタ・マリア・ラ・アンティグア（現コロンビアとパナマの国境付近）に移住し、後に活動拠点とする。
現地では食糧不足や先住民（インディオ・インディヘナ）の襲撃に悩むスペイン人たちのリーダーとして才覚を発揮。新しい植民都市ダリエンの建設を指揮し、完成後はその総督に任命される。懇意にしていたインディオの酋長から南方にある黄金の産出地の情報を得たバルボアは、1513年9月に190人の隊を組織して探索を開始する。この時の副官が、後にインカ帝国の征服者として知られるフランシスコ・ピサロである。
先住民の案内でパナマ地峡を横断し、9月25日に隊は海に到達した。バルボアにより「南の海 (El mar del Sur)」と命名され、また俗に「バルボア海 (El mar de Balboa)」とも呼ばれたこの海が、今日呼ぶ所の太平洋である。また、彼の探検によってアメリカ大陸が2つの大海に接する大陸であることが明らかとなった。この探検では目当ての黄金を発見することはできなかったが、より南方のペルーに黄金郷が存在するという情報を掴んだ。しかし、バルボアの探検隊にはペルーに赴くだけの余力はなかったので一旦植民地へ帰還した。黄金探索という本来の目的は果たせなかったものの、彼は偉大なる探検者として迎えられた。
しかしながら行程中に略奪や虐殺などの残虐行為を働いたことにより、この探検に対する後世の評価は芳しくない。スペインの本国政府も、それを容認するバルボアのリーダーシップに危惧を持ち、またパナマ支配を強化する目的で彼のダリエン総督としての任を解き、新たにペドラリアス・ダビラ(en)を総督として送り込んだ。豪放なバルボアと猜疑心の強いダビラは反りが合わず、次第に対立を深めていく。
黄金郷探索のためペルーへ向かおうとしたその矢先の1519年1月、ダビラの召喚を受ける。出頭した彼はかつての部下ピサロに捕らえられて獄につながれ、形ばかりの裁判で反逆罪に問われた挙句、斬首刑に処され、波乱の生涯を終えた。

### 略年譜
- 1500年にイスパニョーラ島へ開拓者として移住[注釈 1]。
- 1510年、カリブ海に面したヨーロッパ人最初の植民都市サンタ・マリア・ラ・アンティグア（現コロンビアとパナマの国境付近）に移住。
- 1513年9月に190人の隊を組織して黄金の探索を開始。
- 1513年 9月25日に隊がパナマ地峡を越えて太平洋（バルボアは「南の海 (El mar del Sur)」と命名）に到達。
- 1519年1月、斬首刑（絞首刑とも）に処される。